# Бандата на Оушън 3
„Бандата на Оушън 3“ (на английски: Ocean's Thirteen) е американски филм от 2007 г. на режисьора Стивън Содърбърг. Продължение е на филмите „Бандата на Оушън“ (2001) и „Бандата на Оушън 2“ (2004).